# Maskell
Maskell – wieś w Stanach Zjednoczonych, w stanie Nebraska, w hrabstwie Dixon.